# لیهونا
لیهونا (انگلیسی: Leijona) شرکت ساعت‌سازی فنلاندی است، که در سال ۱۹۰۷ توسط جی دبلیو لیندروس تأسیس شد.